# Urochroa
Urochroa là một chi chim trong họ Trochilidae.

## Các loài
- Urochroa bougueri
- Urochroa leucura